# Luceria griseata
Luceria griseata là một loài bướm đêm trong họ Erebidae.